# Drosophila paunii
Drosophila paunii este o specie de muște din genul Drosophila, familia Drosophilidae, descrisă de Singh și Negi în anul 1989. Conform Catalogue of Life specia Drosophila paunii nu are subspecii cunoscute.